# جان بی. کالهون
جان بی. کالهون (به انگلیسی: John B. Calhoun؛ زاده ۱۱ مه ۱۹۱۷ - مرگ در ۷ سپتامبر ۱۹۹۵) کارشناس رفتارشناسی جانوران و پژوهشگر رفتارگرای آمریکایی بود. معروفیت او بیشتر به خاطر مطالعاتش در مورد تراکم جمعیت و تأثیرات آن بر رفتار است. وی ادعا کرد که تأثیرات ناگوار رشد بیش از حدجمعیت  در مورد جوندگان، الگویی تلخ برای آینده نسل بشر خواهد بود. کالهون در حین تحصیلات خود، اصطلاح گودال رفتاری (سقوط رفتار) را برای توصیف رفتارهای ناهنجار در شرایط تراکم بیش از حد جمعیت، ابداع کرد. در این اصطلاح او اشاره به افرادی داشت که از همه فعالیت‌های اجتماعی کناره گرفته و تنها به حفظ سلامت و زیبایی خود اشتغال داشتند. نظریات او مقبولیت جهانی یافت. چند سازمان معتبر از جمله ناسا و هیئت مدیره زندان‌های محلی، به صورت جدی مطالعات او را پیگیری کردند. تجارب او از آزمایش‌هایی که روی افزایش جمعیت موش‌ها انجام داده بود بعدها اساس مطالعات گسترده‌ای شد.

## جوانی و تحصیل
جان بومپاس کالهون  سومین فرزند جیمز کالهون و فرن مادول ، در ۱۱ ماه مه ۱۹۱۷ در الکتون، تنسی بدنیا آمد. اولین فرزند خانواده در نوزادی درگذشته  بود. جان یک خواهر بزرگتر و دو برادر کوچکتر داشت. پدرش  اول، مدیر دبیرستان بود ؛ اما بعداً بسمت مدیرکل ادراه آموزش و پروش تنسی، ارتقاء پیدا کرد.
هنگامی که کالهون در دبیرستان تحصیل می کرد، خانواده  وی از الکتون به  براونزویل، تنسی و سرانجام به نشویل نقل مکان کردند. در آنجا او شروع به شرکت در جلسات انجمن پرنده شناسان تنسی کرد. یکی از اعضای انجمن، بنام خانم لاسکی  که به‌خصوص درباره ارتباط زندگی پرندگان و دودکش  های ساختمان ، تحقیق میکرد؛ تأثیر زیادی در جلب علاقه  جان کالهون به رفتار و عادات پرندگان گذاشت.  به این ترتیب دوره دبیرستان او همراه  با فعالیتهای تحقیقی ، مانند نشانه گذاری  و ثبت گزارش از عادات پرندگان بود. او اولین مقاله خود را در سن ۱۵ سالگی درمجله The Migrant  یعنی نشریه انجمن پرنده شناسان تنسی منتشر کرد.

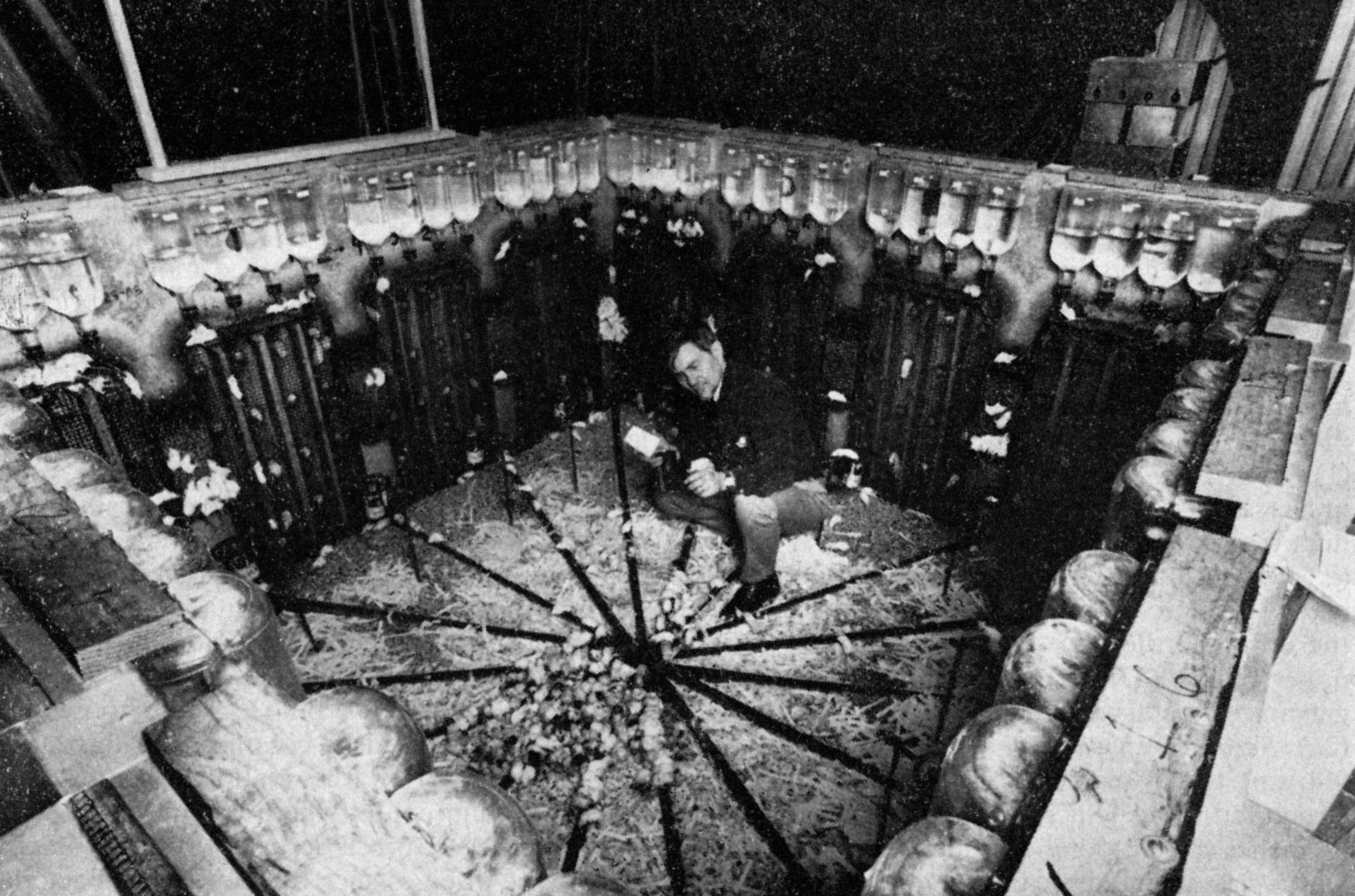
جان کالهون و آزمایش رشد جمعیت با استفاده از موش‌ها

## آزمایش رشد جمعیت با استفاده از موش‌های نژاد نروژی
او آزمایشگاه خود را در یک انبار بزرگ ساخت. منطقه تحقیق به سه قسمت تقسیم شد. در قسمت مرکزی یک اتاق قرار داشت. این اتاق از همه طرف، به‌وسیلهٔ راهرو و پلکان به سقف راه داشت. این اتاق به ۴ واحد مساوی، هر یک با ابعاد  (۳ × ۴٫۳ × ۲٫۷ متر)  تقسیم شده بود. در سقف هر واحد، یک پنجره برای مشاهده وجود داشت. ۲ واحد به هم متصل بودند؛ اما ۲ واحد دیگر مجزا بودند. هر واحد توسط یک راهرو به یک ذخیره خوراک و آب راه داشت. با ایجاد تغییراتِ محیطیِ متفاوت در هر واحد و مقایسه تفاوت رفتار موشها، این مطالعات از سال ۱۹۵۸ میلادی شروع؛ و تا سال ۱۹۶۲ میلادی ادامه داشت؛ یعنی زمانی که از کالهون دعوت شد که یک سال را در مرکز مطالعات پیشرفته در علوم رفتاری در استنفورد، کالیفرنیا بگذراند.
جان بی. کالهون به کمک موسسات ذینفع آزمایشگاه‌های خود را گسترش داد. در ادامه این مطالعات از جمله موارد معروف، یکی ازدحام جمعیت است. در شرایط دسترسی به منابع مورد نیاز و فقدان دشمنان طبیعی، جمعیت موشها اول به سرعت رشد کرد اما ازدحام جمعیت حاصل؛ و تنگی فضا، یعنی تنها منبع محدودی که به رقابت گذاشته شده بود؛ باعث کندی رشد جمعیت و بروز رفتار ناهنجار، در میان موشها شد. از جمله مشاهدات ثبت شده این موارد است: راندن نوزاد و خود داری از شیر دادن به نوزاد. تهاجم و زخمی کردن نوزادان. افزایش رفتار تهاجمی در موش های ماده، افزایش رفتار همجنسگرایی و بی‌تفاوتیِ موش هایِ نر، در دفاع از قلمرو و تضعیف دیگر رفتار طبیعی.